# 530 هـ
530 هـ هي سنة في التقويم الهجري امتدت مقابلةً في التقويم الميلادي بين سنتي 1135 و1136.

## أحداث
- الخليفة المقتفي لأمر الله يعتلي عرش الخلافة العباسية في بغداد.

## مواليد
- أبو الرشيد الرازي
- يونس بن يوسف الشيباني

## وفيات
- الأديب أبو الحسن